# Kayleigh McEnany

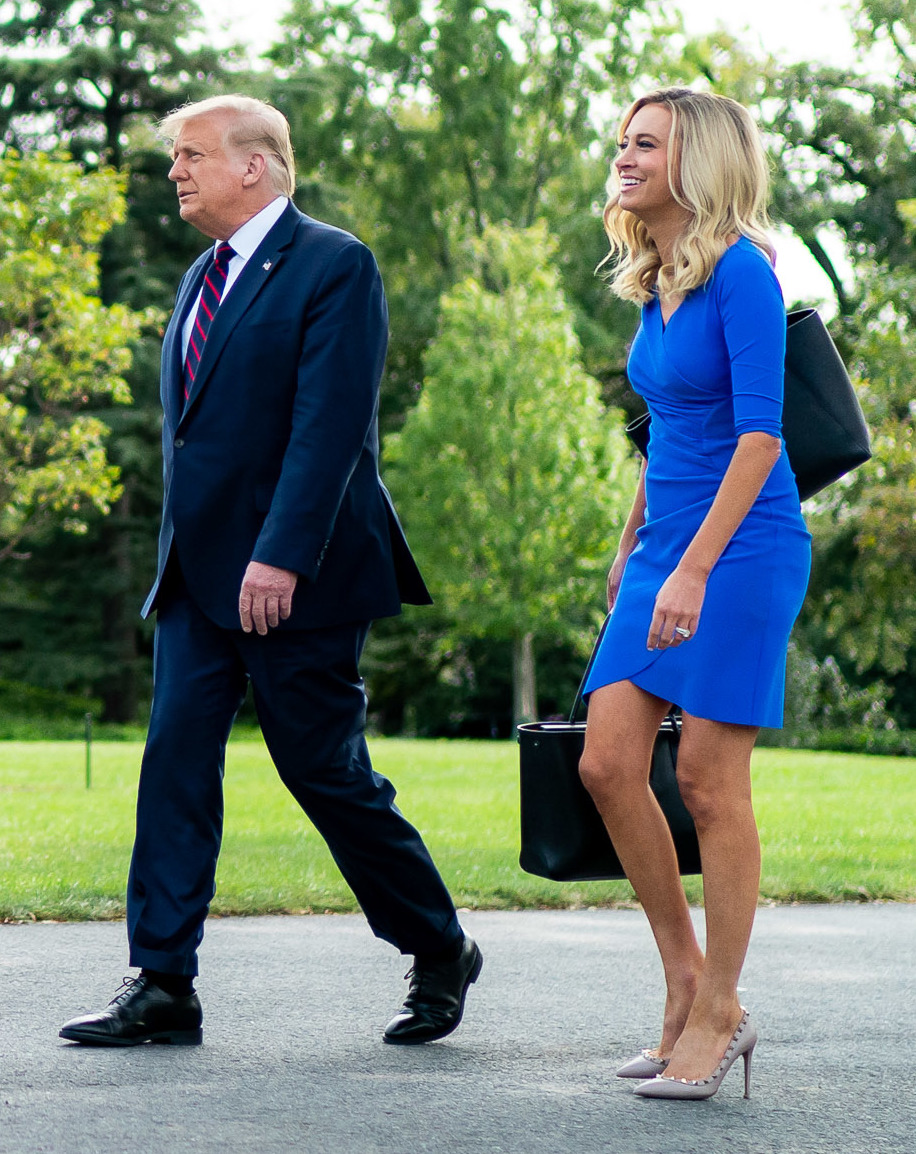
Kayleigh McEnany insieme al Presidente Donald Trump, 15 settembre 2020

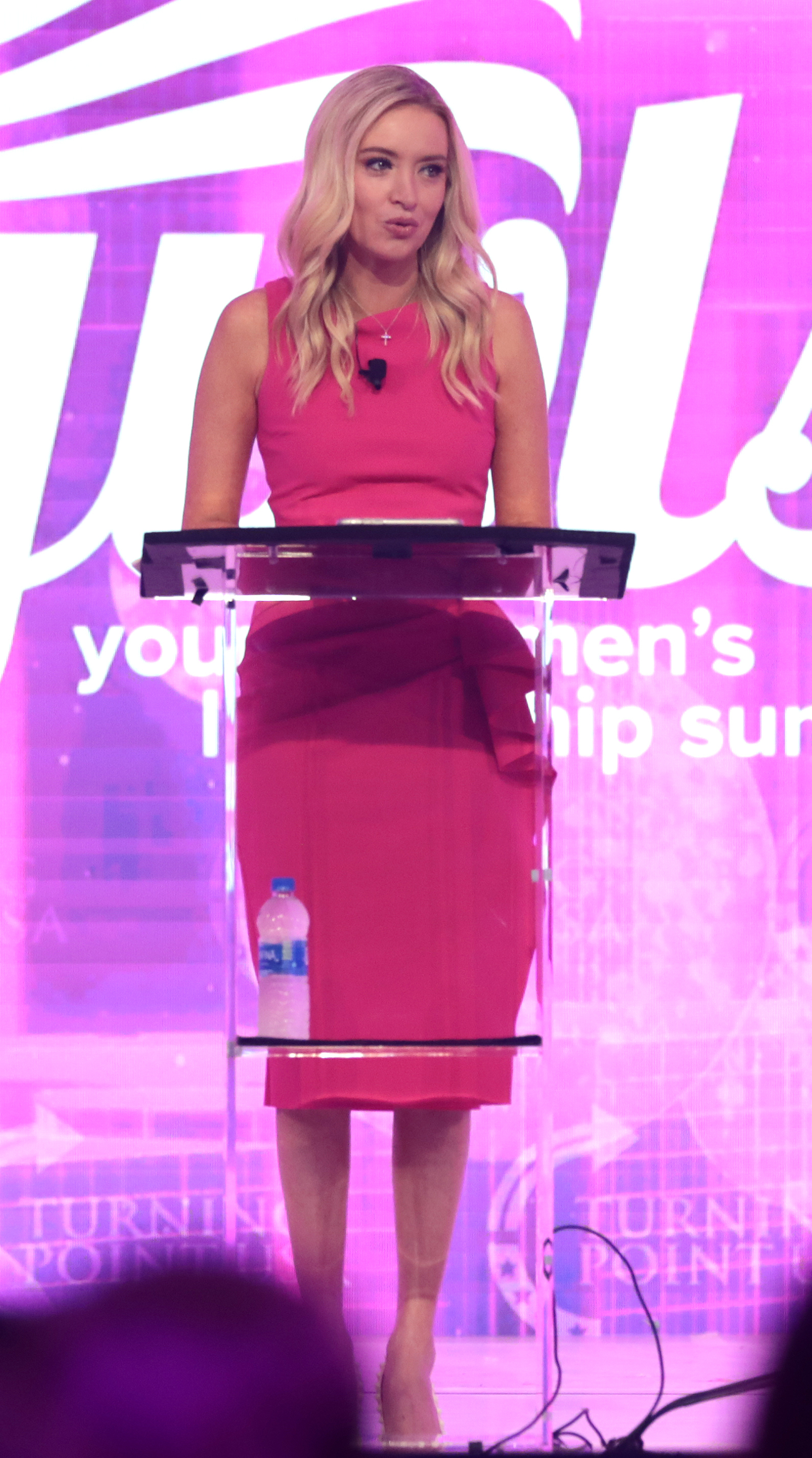
Kayleigh Mcenany alla Young Women's Leadership Summit nel 2021 in Texas

Kayleigh McEnany (Tampa, 18 aprile 1988) è una scrittrice e politica statunitense, 33ª portavoce della Casa Bianca nell'amministrazione Trump dal 7 aprile 2020 al 20 gennaio 2021.

## Biografia

### Primi anni
Kayleigh ha studiato alla Academy of the Holy Names di Tampa, una scuola preparatoria cattolica. Ha studiato relazioni internazionali all'Università di Georgetown a Washington D.C., legge all'Università di Miami e ad Harvard, dove si è laureata nel 2017.

### Carriera politica
Ha collaborato con la CNN e con Fox News e ha scritto articoli per The Hill, The Daily Caller, The Blaze, The International Business Times, Above The Law. Appartiene al Partito Repubblicano. Durante le elezioni presidenziali del 2016 ha supportato il candidato repubblicano Donald Trump. Il 5 agosto 2017 Kayleigh lascia la CNN e il giorno dopo ha ospitato lo show Real News Update, webcast fondato da Lara Trump per supportare la campagna per la rielezione di Trump nel 2020. Il 7 agosto 2017 è stata nominata portavoce nazionale del Republican National Committee. All'inizio di gennaio 2018 esce il suo libro The New American Revolution: The Making of a Populist Movement. Nel Febbraio 2019 è stata annunciata come portavoce della campagna per la rielezione di Donald Trump nel 2020.
Ha lavorato come stagista alla Casa Bianca durante l'amministrazione Bush. Inoltre ha anche lavorato per il membro del Congresso Adam Putnam, per Tom Gallagher, per il governatore dell'Arkansas Mike Huckabee e per la campagna elettorale Bush-Cheney 2004.

### Portavoce della Casa Bianca
In seguito alle dimissioni della portavoce della Casa Bianca Stephanie Grisham, il 7 aprile 2020 viene nominata nuova portavoce della Casa Bianca. McEnany ha sostenuto l'affermazione di Trump secondo cui l'Organizzazione Mondiale della Sanità aveva mostrato una "chiara propensione verso la Cina". Affermò che l'OMS metteva a rischio gli americani con "ripetute affermazioni inesatte messe in giro dalla Cina durante la pandemia di Coronavirus" e "opponendosi alle restrizioni di viaggi attuate dagli Stati Uniti." Sostenne inoltre la decisione del presidente Trump di sospendere temporaneamente i fondi all'OMS.
Il 1º maggio 2020 tiene il suo primo briefing ufficiale con la stampa alla Casa Bianca. Rispondendo a una domanda di una giornalista, Kayleigh ha detto che «Non vi mentirò mai. Vi do la mia parola».
In seguito all'incendio della Chiesa di Saint John a Washington D.C. il 31 maggio 2020 durante le proteste per la morte di George Floyd, Kayleigh accompagna il presidente Trump alla chiesa. La stessa portavoce della Casa Bianca nega durante il briefing del 3 giugno che il Secret service abbia usato gas lacrimogeni o proiettili di gomma contro i manifestanti riuniti a Lafayette Square, nonostante il lancio di bottiglie piene di acqua ghiacciata contro gli agenti. Inoltre sostiene il diritto della polizia di difendersi e proteggersi, aggiungendo che "Noi non possiamo avere chiese che bruciano. Noi non possiamo avere agenti di polizia a cui viene sparato. Noi non possiamo avere attività che vengono saccheggiate e distrutte." Durante lo stesso breefing, collega l'azione di Trump a quella di Winston Churchill che passeggiava per le strade di Londra per rilevare i danni delle bombe durante la Seconda guerra mondiale.
Il 1º luglio 2020 annuncia che la zona CHAZ a Seattle è stata liberata. “La CHAZ è stato un esperimento democratico fallito di quattro settimane da parte della sinistra comunista. E i risultati sono chiari: l'anarchia è anti-americana, la legge e l'ordine sono essenziali, la pace nelle nostre strade sarà assicurata … Il presidente Trump è sempre stato dalla parte della legge e dell'ordine, e siamo lieti di riferire che la legge e l'ordine hanno prevalso e che Seattle è stata liberata dagli anarchici."
Kayleigh partecipa come speaker alla Convention Repubblicana del 2020. Durante la terza serata condivide una storia personale e poi spiega il motivo per cui ha accettato l’incarico di portavoce della Casa Bianca: «Ho una figlia di nove mesi. È una bambina bellissima e dolce, e io ho scelto di lavorare per questo Presidente per lei. Quando guardo negli occhi della mia piccola, vedo una nuova vita, un miracolo che ho solenne responsabilità di proteggere. Ciò significa proteggere il futuro dell'America, un futuro per il quale il Presidente Trump combatterà, dove i nostri quartieri sono protetti, dove la vita è sacra, dove Dio è celebrato, non tolto dalle nostre scuole, rimosso dal nostro giuramento e cancellato dalla nostra storia. Voglio che mia figlia cresca nell'America del Presidente Donald J. Trump.»
Il 14 ottobre 2020 Twitter blocca l’account personale di Kayleigh per aver postato l’articolo del New York Post sulle email di Hunter Biden, il figlio di Joe Biden. In un comizio in Iowa il presidente Donald Trump sostiene che “l'hanno bloccata solo perché cercava di diffondere la verità”.
A seguito delle elezioni presidenziali del 2020, durante il briefing del 7 gennaio 2021 condanna gli scontri avvenuti il giorno prima al Congresso americano. Il 16 gennaio 2021 lascia la Casa Bianca, pur continuando a lavorare come portavoce della Casa Bianca da Tampa.
Il 20 gennaio 2021 termina il suo incarico come portavoce della Casa Bianca.

### Dopo la Casa Bianca
Il 2 marzo 2021 annuncia di essere entrata a far parte di Fox News e successivamente viene nominata co-host del programma Outnumbered in onda a mezzogiorno insieme a Harris Faulkner ed Emily Compagno.
Nei primi giorni di dicembre 2021 esce il suo secondo libro For Such a Time as This: My Faith Journey through the White House and Beyond.

## Vita privata
Kayleigh ha sposato il giocatore di baseball Sean Gilmartin e i due nel novembre 2019 hanno avuto la prima figlia.
Kayleigh è la figlia di una facoltosa famiglia di Tampa. Il padre, Michael McEnany è proprietario di McEnany Roofing, Inc, una società con più di 100 dipendenti e con contratti con Walt Disney, l’Università di Tampa e la Florida Power Corp.

## The New American Revolution
Il libro ha lo scopo di raccontare la nascita e lo sviluppo del movimento che ha portato Donald Trump alla Casa Bianca nel novembre 2016. Tutta l’opera è intrisa di una forte religiosità. In quanto profondamente cristiana, Kayleigh considera l’elezione di Trump come il compimento di un progetto divino. In un’intervista a The Daily Signal (Heritage Foundation), Kayleigh rivela che per lei era “molto importante lasciare i confini degli studi giornalistici di Manhattan e la palude di Washington DC e incontrare la gente. Ci sono molti libri che creano un profilo del Presidente, ma riguardo all'uomo e alla donna dimenticati? Si sente sempre parlare di questi individui, ma cercarli e raccontare le loro storie io penso che sia cruciale per capire l’elezione del 2016... andare in giro, cercarli e parlare con loro è ciò che manca ai media”